# Глазаново (Опочецький район)
Глазаново (рос. Глазаново) — присілок в Опочецькому районі Псковської області Російської Федерації.
Населення становить 24 особи. Входить до складу муніципального утворення Варигинська волость.

## Історія
Від 2015 року входить до складу муніципального утворення Варигинська волость.

## Населення
| 2001 | 2002 | 2010 | 2014 | 2015 | 2016 |
| ---- | ---- | ---- | ---- | ---- | ---- |
| 17   | ↗20  | ↗27  | ↘23  | ↘21  | ↗24  |